# 波利科納斯 (印第安納州)
波利科納斯（英語：Powley Corners）是位於美國印第安納州本頓縣的一個非建制地區。該地的面積和人口皆未知。

## 地理
波利科納斯的座標為40°28′37″N 87°31′36″W / 40.47694°N 87.52667°W，而該地的平均海拔高度為225米（即738英尺）。